# Alan Marangoni
Alan Marangoni (* 16. Juli 1984 in Lugo) ist ein ehemaliger italienischer Radrennfahrer.

## Karriere
Marangoni wurde 2005 auf der Bahnitalienischer Meister in der Einerverfolgung. Im nächsten Jahr wurde er auf der Straße nationaler Meister im Einzelzeitfahren der U23-Klasse und er gewann das Zeitfahren Memorial Davide Fardelli.
In der Saison 2008 gewann er eine Etappe beim Giro della Regione Friuli Venezia Giulia.
Im Jahr 2009 wurde er Fahrer des Professional Continental Teams CSF Group-Navigare, für das er den Giro d’Italia 2009 und 2011 sowie die Vuelta a España 2011 bestritt und auf den Rängen 107, 142 und 138 beendete. Zur Saison 2012 wechselte er zum italienischen UCI ProTeam Liquigas-Cannondale und wurde nach dessen Fusion vom US-amerikanischen ProTeam Cannondale-Garmin übernommen. Er blieb dort bis zum Ablauf der Saison 2016 und beendete in dieser Zeit vier weitere Grand Tours.

## Erfolge
2005
- Italienischer Meister – Einerverfolgung

2006
- Italienischer Meister – Einzelzeitfahren (U23)
- Memorial Davide Fardelli

2008
- eine Etappe Giro della Regione Friuli Venezia Giulia

2018
- Tour de Okinawa

## Grand-Tour-Platzierungen
| Grand Tour            | 2010 | 2011 | 2012 | 2013 | 2014 | 2015 |
| --------------------- | ---- | ---- | ---- | ---- | ---- | ---- |
| Giro d’ItaliaGiro     | 107  | 142  | –    | 114  | 137  | 131  |
| Tour de FranceTour    | –    | –    | –    | 111  | –    | –    |
| Vuelta a EspañaVuelta | –    | 138  | –    | –    | –    | –    |

## Teams
- 2009 CSF Group-Navigare
- 2010 Colnago-CSF Inox
- 2011 Liquigas-Cannondale
- 2012 Liquigas-Cannondale
- 2013 Cannondale Pro Cycling
- 2014 Cannondale
- 2015 Team Cannondale-Garmin
- 2016 Cannondale Pro Cycling Team
- 2017 Nippo-Vini Fantini
- 2018 Nippo-Vini Fantini-Europa Ovini